# Séquenceur musical
Pour les articles homonymes, voir Séquenceur.

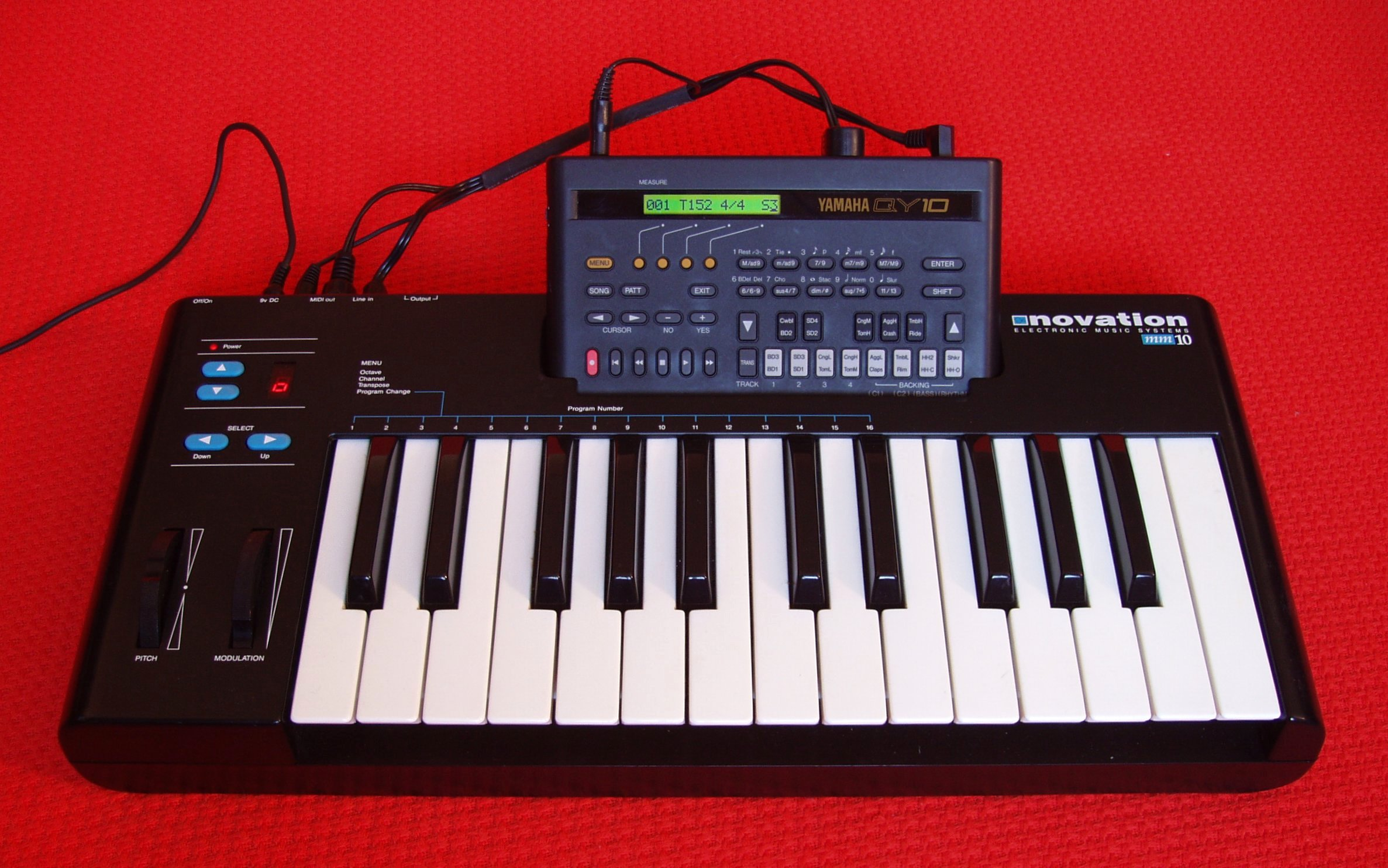
Un séquenceur (QY10, en haut) commandant un synthétiseur (en bas)

En musique, un séquenceur est un outil capable d'enregistrer et exécuter une séquence de commandes (par exemple une partition) permettant de piloter des instruments de musique électronique. Il ne produit aucun son par lui-même, mais sert à automatiser l’exécution d'une séquence musicale. 
Suivant la technique utilisée, ces commandes peuvent être une simple séquence de tensions pour les instruments analogiques, ou des messages numériques (par exemple en MIDI).

## Histoire

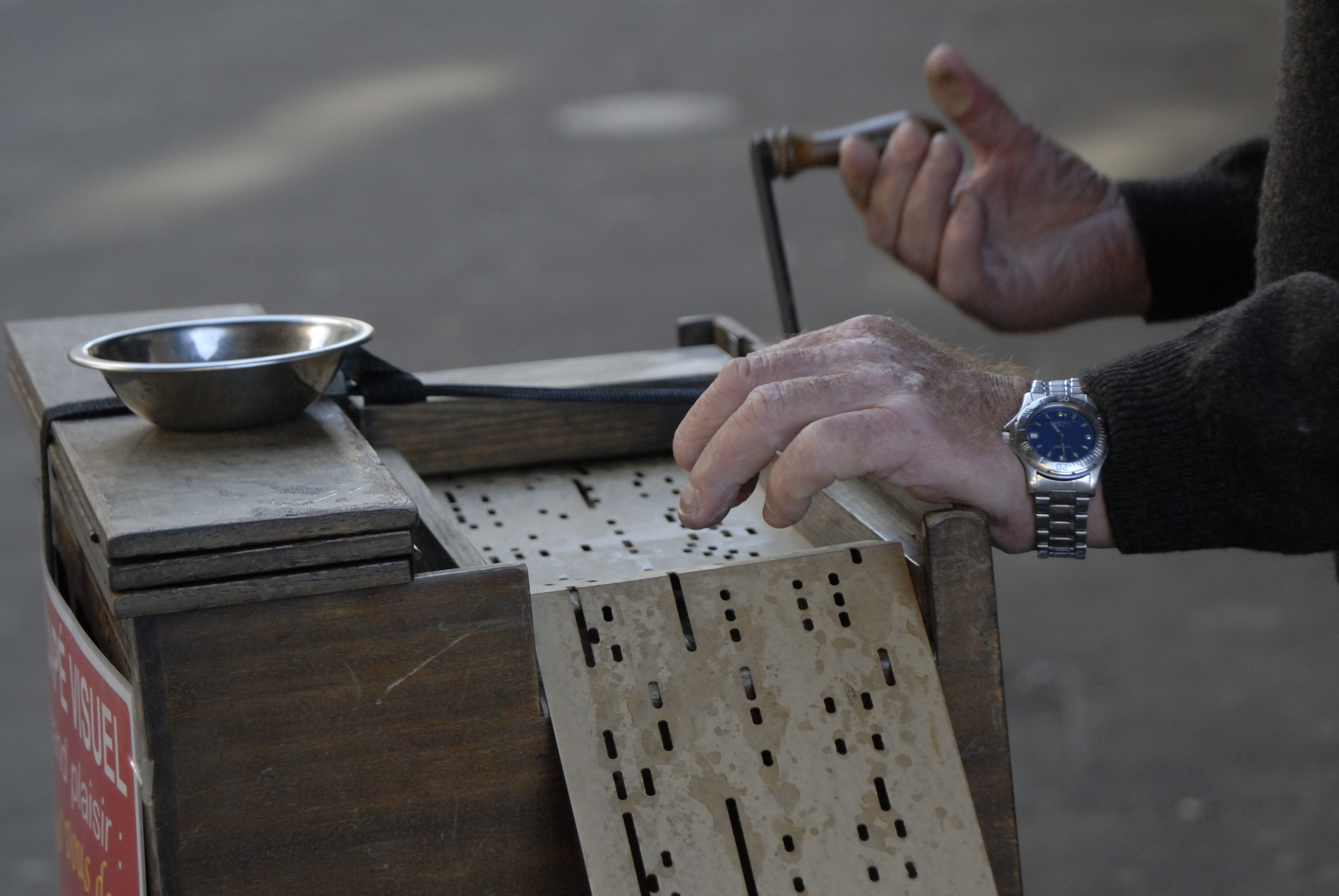
Orgue de barbarie

Les ancêtres du séquenceur sont les instruments de musiques mécaniques comme la boite à musique ou le rouleau de piano pneumatique. La partition musicale est alors décrite sur des supports mécaniques comme des cylindres comportant des picots, ou des rubans perforés.

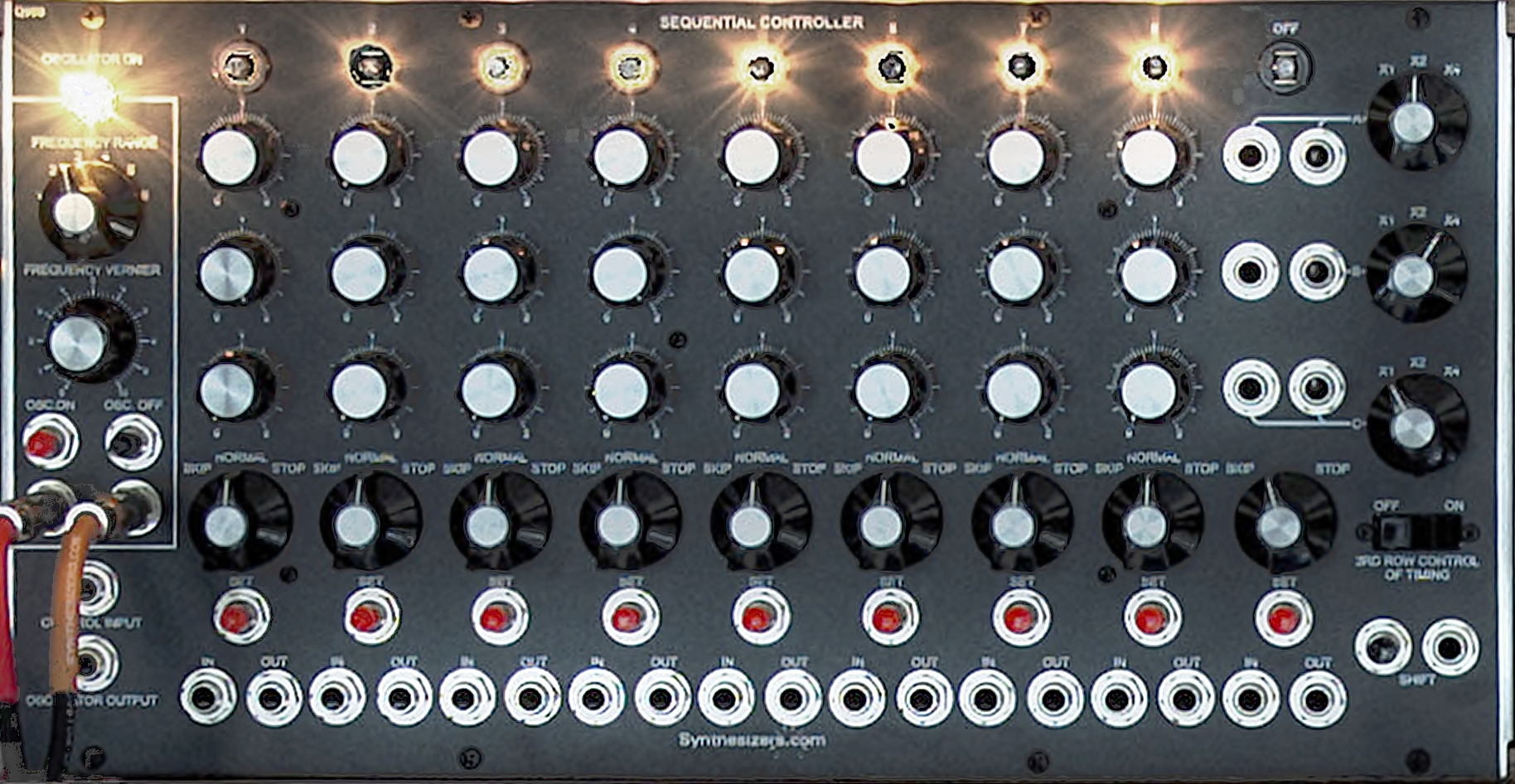
Le Q960, séquenceur analogique de Moog

En musique électronique, le séquenceur a d'abord été un module analogique. Les plus anciens modules séquenceur analogiques étaient limités à des séquences de 8 ou 16 notes au maximum et dans les années 1970 rares étaient les séquenceurs permettant des séquences d'un nombre plus étendu de notes (l'un des tout premiers séquenceurs très performants fut celui du EMS Synthi AKS qui en 1971 permettait des séquences de 256 notes).
L'arrivée du numérique a permis de gérer des séquences plus détaillées et comportant un nombre de notes plus important. Le protocole MIDI a été créé dans les années 1980 afin de standardiser les instruments, et permet de commander 16 instruments polyphoniques, avec de nombreux paramètres et effets (la vélocité des notes, la position des pédales, l'intensité du souffle, etc.).
La puissance de calcul et de stockage des ordinateurs a permis aux séquenceurs logiciels de gérer des séquences sans limites. Les séquenceurs logiciels sont devenus extrêmement complets, leur capacité d'enregistrement permettant même de séquencer des partitions complètes d'un orchestre. Les séquenceurs sont de nos jours couramment intégrés à des logiciels plus complets appelés stations audionumériques regroupant toutes les fonctionnalités nécessaires à la musique assistée par ordinateur.

## Exemples

### Séquenceurs matériels
- Moog Q960
- Yamaha QY10

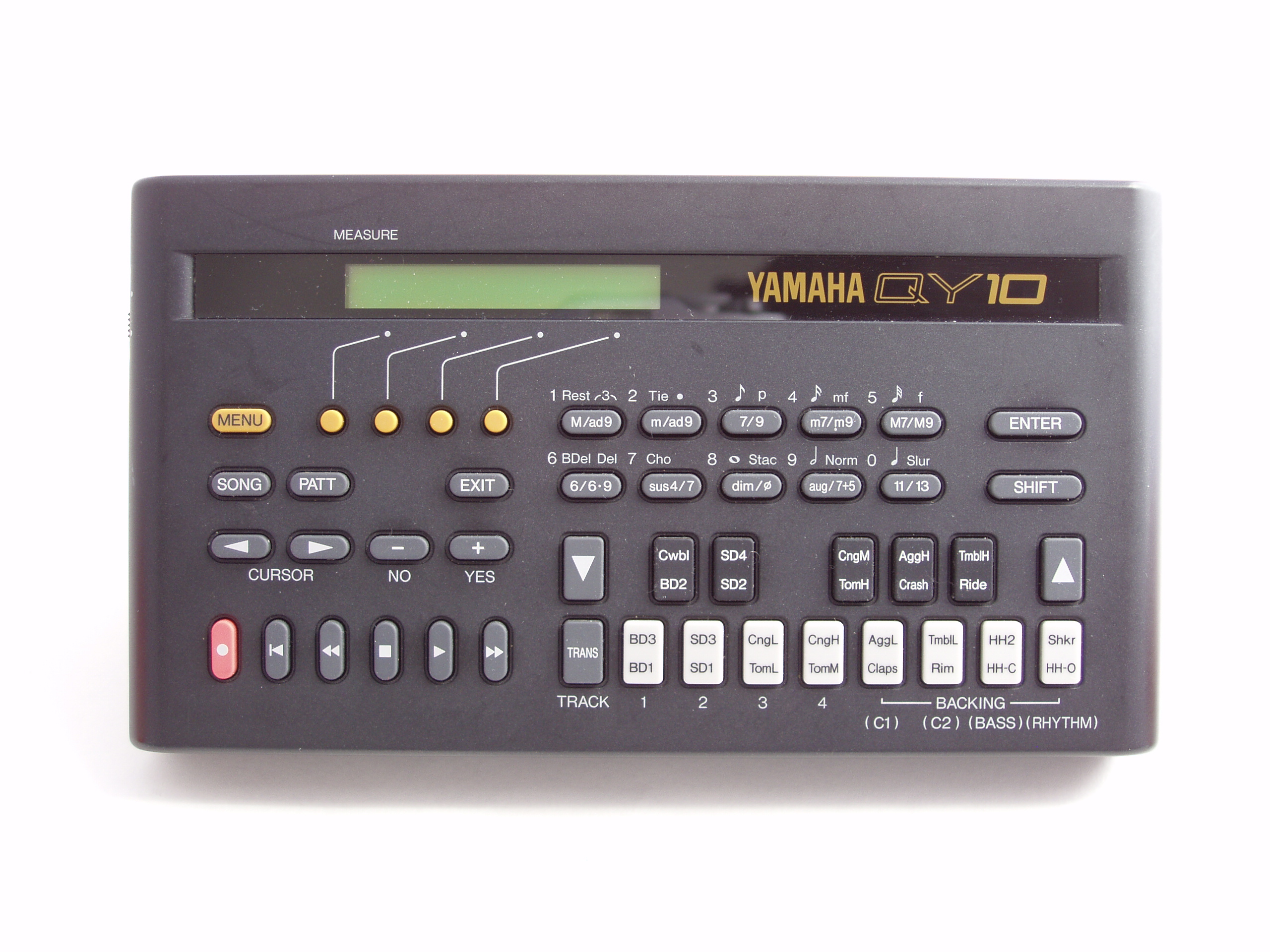
Un séquenceur Yamaha QY10

- Beat Step, BeatStep Pro, KeyStep et KeyStep Pro de Arturia
- Korg SQ-1

### Séquenceurs logiciels
- Duration[3]
- Algoscore[4]
- Glitch[5]
- Iannix[6]
- I-score[7]
- Non-sequencer[8]
- Q-tractor[9]
- Seq24[10]

### Logiciels intégrant un séquenceur

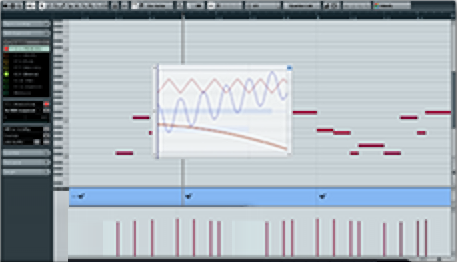
Séquenceur intégré à Cubase

- Ableton Live (séquenceur, échantillonneur, processeur d'effets, contrôleur MIDI)
- ACID Pro (séquenceur, échantillonneur, processeur d'effets, contrôleur MIDI)
- Ardour (séquenceur, échantillonneur, processeur d'effets, contrôleur MIDI)
- Aria Maestosa (séquenceur, contrôleur MIDI)
- Bitwig Studio (séquenceur, échantillonneur, processeur d'effets, contrôleur MIDI)
- Cubase (séquenceur, échantillonneur, processeur d'effets, contrôleur MIDI, éditeur de partitions)
- Digital Performer (séquenceur, échantillonneur, processeur d'effets, contrôleur MIDI, éditeur de partitions)
- FL Studio (séquenceur, échantillonneur, processeur d'effets, contrôleur MIDI, éditeur de partitions)
- Harmony Assistant (éditeur de partitions, échantillonneur, séquenceur...)
- LMMS (séquenceur, échantillonneur, processeur d'effets, contrôleur MIDI)
- Logic Pro (séquenceur, échantillonneur, processeur d'effets, expandeur, contrôleur MIDI, éditeur de partitions)
- n-Track  Studio (séquenceur, échantillonneur, processeur d'effets, contrôleur MIDI, éditeur de partitions)
- Presonus Studio One (séquenceur, échantillonneur, processeur d'effets, contrôleur MIDI)
- Pro Tools (séquenceur, échantillonneur, processeur d'effets, contrôleur MIDI)
- Reaper (séquenceur, échantillonneur, processeur d'effets, contrôleur MIDI)
- Reason (expandeur, échantillonneur, processeur d'effets, séquenceur, contrôleur MIDI)
- Sensomusic Usine (séquencer modulaire)
- Sonar (musique) (séquenceur, échantillonneur, processeur d'effets, contrôleur MIDI, éditeur de partitions)
- Soundtrack Pro (expandeur, échantillonneur, processeur d'effet, séquenceur)
- ThunderBeatD3[11] - Windows 98/Vista/7 (expandeur, échantillonneur, processeur d'effet, séquenceur)